# Риба моєї мрії
«Ловля лосося в Ємені» (англ. Salmon Fishing in the Yemen) — фільм режисера Лассе Гальстрема, вийшов в 2011 році. Фільм отримав рейтинг MPAA PG-13.

## Зміст
Для того, аби імідж Британії на Близькому Сході був привабливий, потрібні хороші, захопливі, позитивні новини з цього регіону. Багато хороших новин! Тоді повідомлення про вибухи в мечеті з людськими жертвами будуть виглядати дрібними прикрими непорозуміннями. А якщо таких новин немає?! Тоді згодиться божевільна пропозиція єменського шейха лондонському Центру рибальства щодо організації спортивного лову лосося у Ємені. І хоча ця затія виглядає цілковито нереальною, виявляється, що рибні лови об'єднують людей. Особливо, якщо ті ловлять рибу своєї мрії!

## Ролі
| Актор               | Роль                  |
| ------------------- | --------------------- |
| Юен Мак-Грегор      | Др. Альфред Джонс     |
| Емілі Блант         | Харрієт               |
| Крістін Скотт Томас | Патриція Максвелл     |
| Амр Вакід           | Шейх Мохаммед         |
| Катрін Стедмен      | Ешлі                  |
| Том Місон           | Капітан Роберт Майерс |
| Рейчел Стирлінг     | Мері Джонс            |
| Том Бірд            | Пітер Максвелл        |